# Lợn Mukota
Lợn Mukota là một giống lợn nhà bản địa và tìm thấy chủ yếu ở Zimbabwe. Nó còn được gọi là lợn bản địa Rhodesian hoặc lợn bản địa Zimbabwe. Lợn Mukota có màu đen, khỏe mạnh ở vùng nhiệt đới, kháng bệnh và cần lượng chất dinh dưỡng ít và cũng cần ít nước (6 lít mỗi tuần).
Lợn Mukota được tìm thấy chủ yếu ở Zimbabwe (với ước tính khoảng 70.000 con lợn), nhưng cũng được nuôi ở Mozambique và Zambia. Chúng được cho là đã được giới thiệu trong thế kỷ XVII qua việc thương mại giữa châu Âu và Trung Quốc (Bonsma và Joubert, 1952) và được đặt tên theo vùng Mukota của đông bắc Zimbabwe, nơi giống lợn này lần đầu tiên được nghiên cứu chi tiết.
Sinh sản sau một chu kỳ hàng năm với độ trễ cao điểm vào đầu mùa mưa (tháng 10 / tháng 11). Tuổi ở lứa đẻ đầu tiên trong khoảng từ 6 đến 12 tháng, với lứa đẻ trung bình từ 6,5 đến 7,5 con. Năng suất thịt là khoảng 30% ít hơn so với Lợn lớn trắng. Tuy là một giống lợn lai nhưng thịt chúng được đánh giá là ngon và "ngọt".
Những con lợn bản địa Zimbabwe này cho thấy khả năng chịu đựng ký sinh trùng vừa phải, cao hơn so với các giống nhập khẩu hoặc có nguồn gốc từ phương Tây. Lợn Mukota bản địa của Zimbabwe được cho là ít bị ảnh hưởng hơn so với các giống nhập nội ký sinh trùng trong nông nghiệp thương mại. Một nghiên cứu đánh giá tỷ lệ ký sinh trùng, bởi các bác sĩ thú y từ Đại học Fort Hare của Nam Phi và Đại học Zimbabwe, phát hiện nhiễm ký sinh trùng vừa phải ở lợn từ mười khu vực xã ở huyện Chirumhanzu của Zimbabwe.